# Otto Carlos Phol da Nóbrega
Otto Carlos Phol da Nóbrega (San Paolo, 12 agosto 1931 – San Paolo, 8 luglio 2000) è stato un cestista brasiliano.

## Carriera
Ha partecipato al Campionato del mondo 1959, dove ha vinto la medaglia d'oro, segnando 11 punti in 6 partite.